# Polyrhachis denticulata
Polyrhachis denticulata är en myrart som beskrevs av Vladimir Aphanasjevich Karavaiev 1927. Polyrhachis denticulata ingår i släktet Polyrhachis och familjen myror. Inga underarter finns listade i Catalogue of Life.